# 古田四路駅
古田四路駅（こでんしろえき）は湖北省武漢市礄口区に位置する武漢地下鉄1号線の駅である。

## 利用可能な鉄道路線
- 武漢地下鉄
  - ■1号線

## バス
2路、222路、505路、508路、512路、531路、546路、548路、550路、558路、560路、621路、737路、741路、806路

## 歴史
- 2010年7月29日 - 1号線開通。

## 隣の駅
武漢地下鉄
■1号線
漢西一路駅 - 古田四路駅 - 古田三路駅
座標: 北緯30度35分30秒 東経114度12分22秒 / 北緯30.59178度 東経114.20614度